# Apache Lenya
Apache Lenya is een opensource-contentmanagementsysteem gebaseerd op het Apache Cocoon-contentmanagementframework, geschreven in Java en XML. Lenya is oorspronkelijk gemaakt door Michael Wechner in 1999. In 2000 richtte Michael het bedrijf Wyona op, dat Lenya verder ontwikkelde. In het voorjaar van 2003 doneerde Wyona Lenya aan de Apache Software Foundation, waar Lenya een Top Level Project werd in september 2004.
Apache Lenya is in 2014 ondergebracht in Apache Attic.
Apache Lenya werd uitgebracht onder versie 2 van de Apache-licentie.